# Pančićeva omorika
Pančićeva omorika (lat. Picea omorika) je crnogorična vrsta drveća iz porodice Pinaceae, koja u prirodi raste u jako malom arealu i endemska je vrsta u Srbiji i Bosni (Podrinje), ali je raširena po parkovima diljem Europe i Sjeverne Amerike, koristi se i kao božićno drvce. Opisao ju je 1875. godine botaničar Josip Pančić na planini Tari, a 1887. godine dao joj je znanstveni naziv i opis. Pančić je rođen u naselju Ugrini u Bribiru, u Hrvatskoj a od 1846. godine liječnikom je u Srbiji gdje se bavio izučavanjem flore i faune, mineralogije i geologije.

## Rasprostranjenost
Ova vrsta je relikt iz doba tercijara, kada je imala veliko područje rasprostiranja. Zbog promjene klime, sačuvala se u prirodi samo u području oko donjeg i srednjeg toka rijeke Drine u istočnoj Bosni i jugozapadnoj Srbiji. Endem je Balkanskog poluotoka. Otkrio ju je prirodoslovac Josip Pančić, kraj sela Zaovine na planini Tari u jugozapadnoj Srbiji 1875. godine. 

## Opis vrste
Naraste do 30 m na strmim i vapnenastim terenima. Deblo je ravno i vitko. Gornje su grane usmjerene prema gore, a donje prema dolje, dok su srednje vodoravno usmjerene. Donje su grane najduže, a vrhovi su im savinuti prema gore. Iglice su oko 2 cm dugačke, odozdo s 2 bijele pruge puči, na donjoj strani izbojka raščešljane. Korijenje je vodoravno postrano, prilagođava se prilikama u tlu.
Jedan kilogram sadrži 350.000 sjemenki s krilcima. Prosječna klijavost je 45%.
Kora je tanka i crvenosmeđa, ljušti se u obliku većih nepravilnih pločica.
Pupovi su sitni, jajoliko ušiljeni, bez mole, kestenjaste boje, dugi 3-4 mm.
Muški cvjetovi su svijetlocrveni, a ženski crvenkasti, smješteni pri samom vrhu krošnje.
Češeri su do 6 cm dugi, oko 1-2 cm u promjeru, u početku tamno-plavkasti do ljubičasto-smeđi, a kasnije smeđi s prelijevanjem na plavu boju.
Sjeme je tamnomrko, obrnuto jajoliko, 2.5 do 3 mm dugačko, okriljeno. Krilce je dugo oko 8 mm, sazrijeva iste godine u listopadu ili studenom. Osim iz sjemena, ova se vrsta ponekad razmnožava i vegetativno (položenice, zalegnute grane).

## Ekološki zahtjevi
Zahtjevi za toplinom, svijetlom i tlom su vrlo skromni. Pripada u vrste široke ekološke amplitude. U prirodi uspijeva na vapnenoj podlozi na nadmorskoj visini od 300 do 1.700 m, a čak i u vrlo mokrim staništima s crnom johom. Podnosi umjerenu zasjenu, vrsta je polusjene. Otporna je na štete od snijega, zahvaljujući posebnom izgledu krošnje. Vrlo je otporna na štetne plinove i prašinu, često se sadi u gradovima i industrijskom području. Raste polako, doživi do 150 - 200 godina.